# ウリヤノフスク
ウリヤノフスク（ウリヤーノフスク、Ульяновск, Ulyanovsk）は、ロシア連邦の都市。ウリヤノフスク州の州都。人口は約61万人（2021年）。
モスクワからは東へ893km離れており、ヴォルガ川（クイビシェフ湖）に臨む。ロシア人が人口の8割を占め、次いでタタール人1割、他にチュヴァシ人、モルドヴィン人などが住む。
レーニンは1870年にこの地で生まれ、17歳まで暮らした。旧称はシンビルスク（Симби́рск, Simbirsk）だったが、1924年にレーニンの姓ウリヤノフにちなんで現在の名称に改められた。

## 歴史

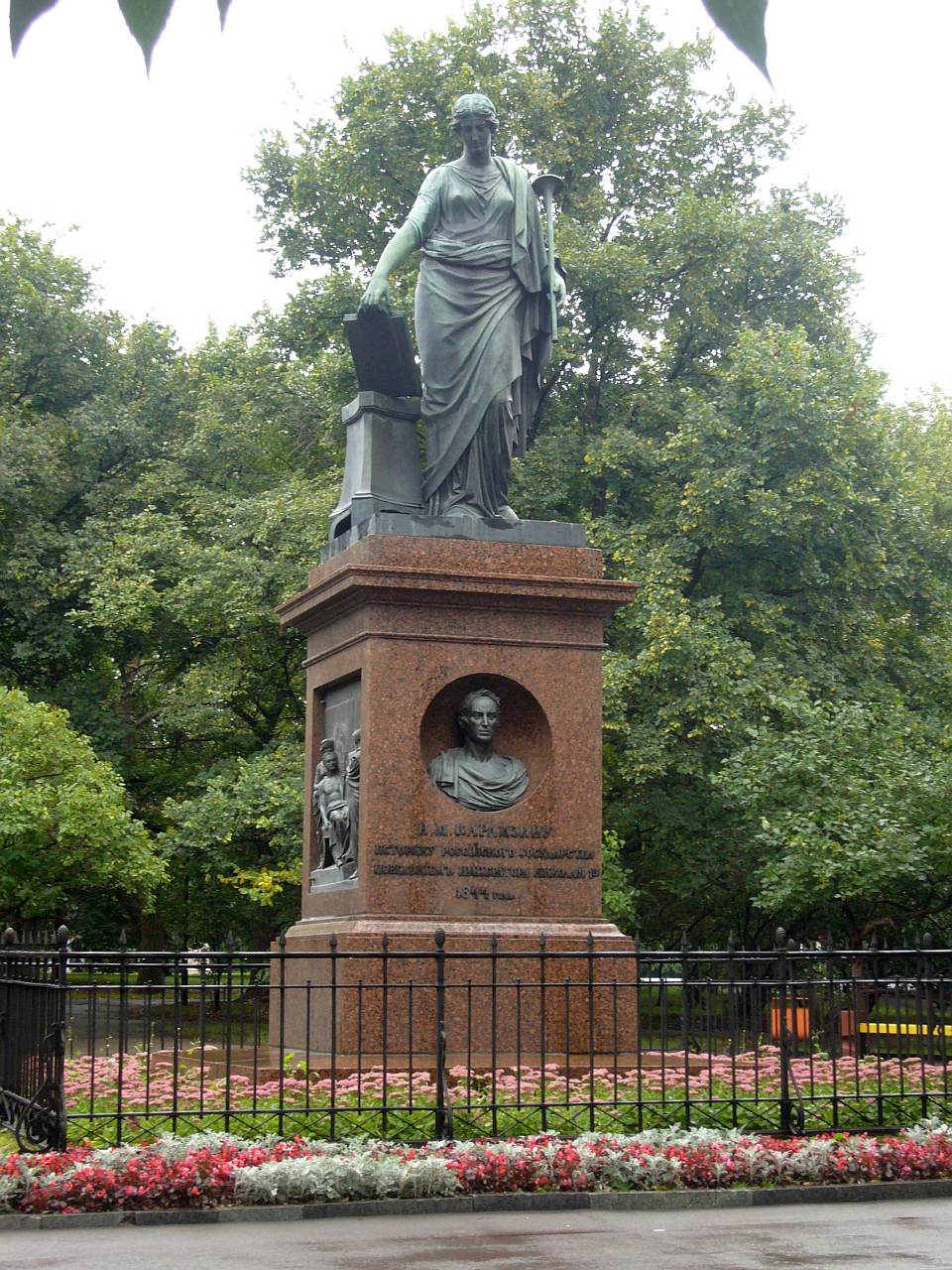
ロシア語を文学に高めた19世紀初頭の作家・歴史家で、この町に住んだニコライ・カラムジンの記念碑

1648年にロシアの有力なボヤーレ（大貴族）のボグダン・ヒトロヴォ（Bogdan Khitrovo）がシンビルスク要塞を建設したのが町の始まりである。このクレムリ（要塞）はヴォルガ川西岸の丘の上の戦略的に重要な地点に構築されていた。シンビルスクという地名の語源は不明だが、この地にジョチ・ウルスが建てていたシンバルという要塞が語源との説もある。シンビルスク要塞はロシアの東の国境を遊牧民族から守り、この地をロシア帝国の領土として確立する役目を果たしてきた。
シンビルスクは1668年にステンカ・ラージンの乱で戦場となり、1ヶ月にわたって2万人の反乱軍に包囲された。プガチョフの乱ではエメリヤン・プガチョフが逮捕後に収監された場所でもある。この反乱を題材にしたプーシキンの「大尉の娘」では主人公・ニコライの実家がある町という設定になっている。木造のクレムリの建物は18世紀の火災で焼失し現存しない。

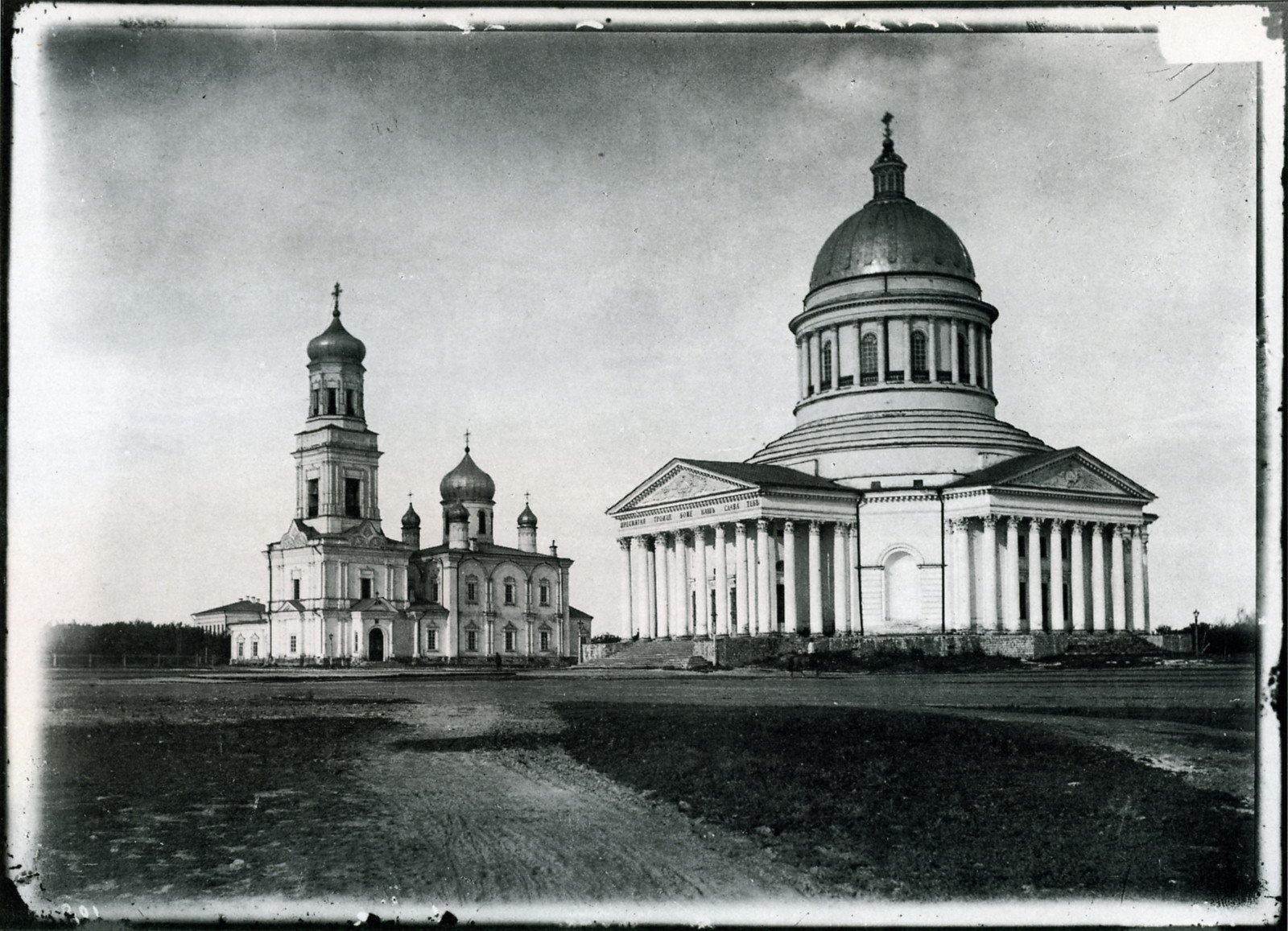
至聖三者大聖堂（1900年頃撮影）。ソ連時代に解体された

ロシアの国境が東のシベリア方面に拡大するにつれ、国境の軍事都市としての役割は終わったが、ヴォルガ川の水運に恵まれた地方の拠点都市として成長。カザン県やアストラハン県に属していたシンビルスクは1796年に都市として登録されシンビルスク県の中心となる。1864年の夏には大火で甚大な被害を出したが、急速に再建され成長を続けた。市のシンボルとなる新古典主義建築の至聖三者大聖堂も1827年から1841年にかけて建設された。シンビルスクの人口は1856年時点では26,000人だったが、1897年には43,000人に増加していた。1898年には鉄道が開通し、1913年には発電所が稼働し、1916年にはヴォルガ川との対岸を結ぶ鉄道橋が開通し対岸にも市街が広がった。
ロシア革命の時期の重要な政治家であった臨時政府首相アレクサンドル・ケレンスキーと、彼を打倒したボリシェヴィキの指導者ウラジーミル・レーニンはともにシンビルスク出身であった。1924年、レーニンが没するとソ連政府は彼にちなんでシンビルスクをウリヤノフスクと改名した。
1957年、ウリヤノフスクから200Kmヴォルガ川を下ったところにクイビシェフ水力発電所とクイビシェフ・ダムが完成し、ウリヤノフスクの下流と上流ではダム湖が広がり川幅が場所によっては35kmにも達するところも現れた。ウリヤノフスクの人口密集地はダム湖の湖面よりも低い部分もあり、堤防によって守られている。ソビエト連邦の時期にはソ連各地からレーニンの聖地であるウリヤノフスクに多くの観光客が学習のため訪れていた。
1920年代以降、教会やモスクなど古来の建造物はほとんどが破壊され、通りにはルクセンブルクやリープクネヒトなどの革命家の名前が付けられた。さらに墓地も破壊され、レーニンの父イリヤ・ウリヤーノフの墓だけが十字架を外した状態で残された。このため、19世紀当時の建物はレーニンの生家やイワン・ゴンチャロフの生家などなどごくわずかしか現存していない。撤去されていた至聖三者大聖堂の再建計画は頓挫している。
ソビエト連邦の崩壊後の2008年、セルゲイ・エルマコフ市長（当時）が、シンビルスクへ名称を戻す提案をしたが、市民の反対多数により否決された。2018年現在も名称はウリヤノフスクのままである。

## 気候・地理

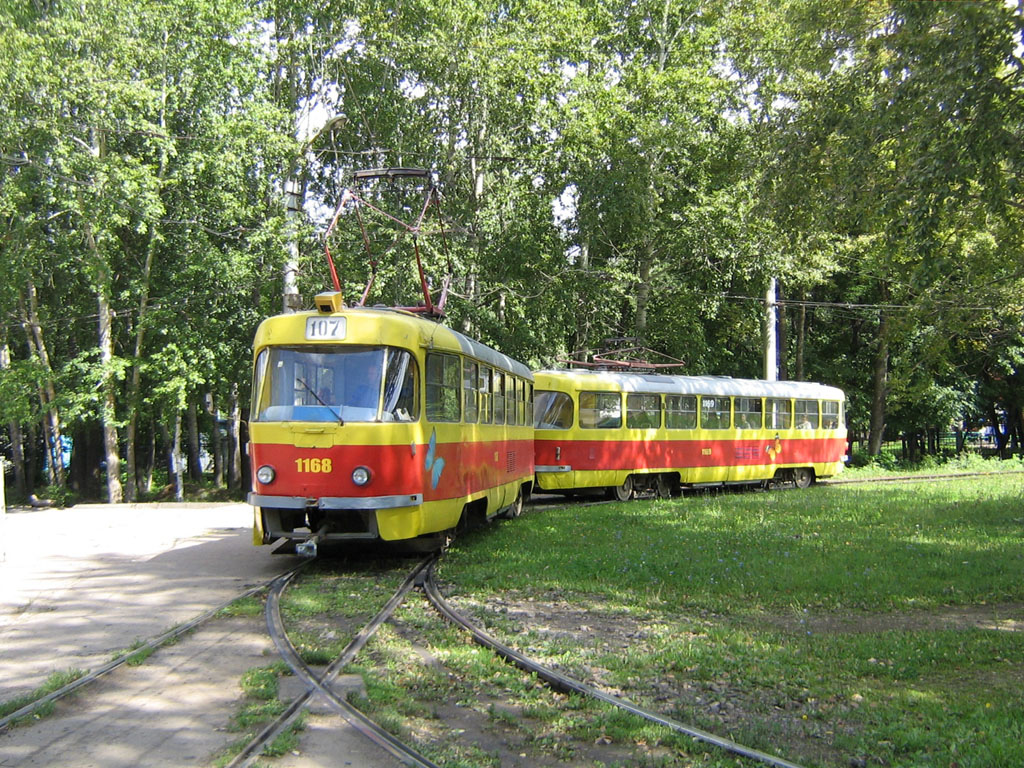
ウリヤノフスクの路面電車（ウリヤノフスク市電）

ウリヤノフスクは湿潤大陸性気候で、夏は暑く冬は厳しい。1月の平均気温はマイナス11度で、7月の平均気温は19度となる。年平均降水量は480mmほど。
秋は一般的に温暖で11月半ばごろから雪が降る。冬は積雪が多く、また気温は寒く夜間にはマイナス25度に落ちることもある。夏は5月半ばごろから始まる。
ウリヤノフスクには、南へ流れるヴォルガ川のほかに、ヴォルガの支流であるスヴィヤガ川が北へ流れている。この川はウリヤノフスクでヴォルガ川から数kmのところまで接近しているが、ヴォルガ川沿いの丘陵に阻まれて合流できず、そのまま北へ200kmも流れ、北方のタタールスタン共和国でヴォルガ川に合流している。

## 経済

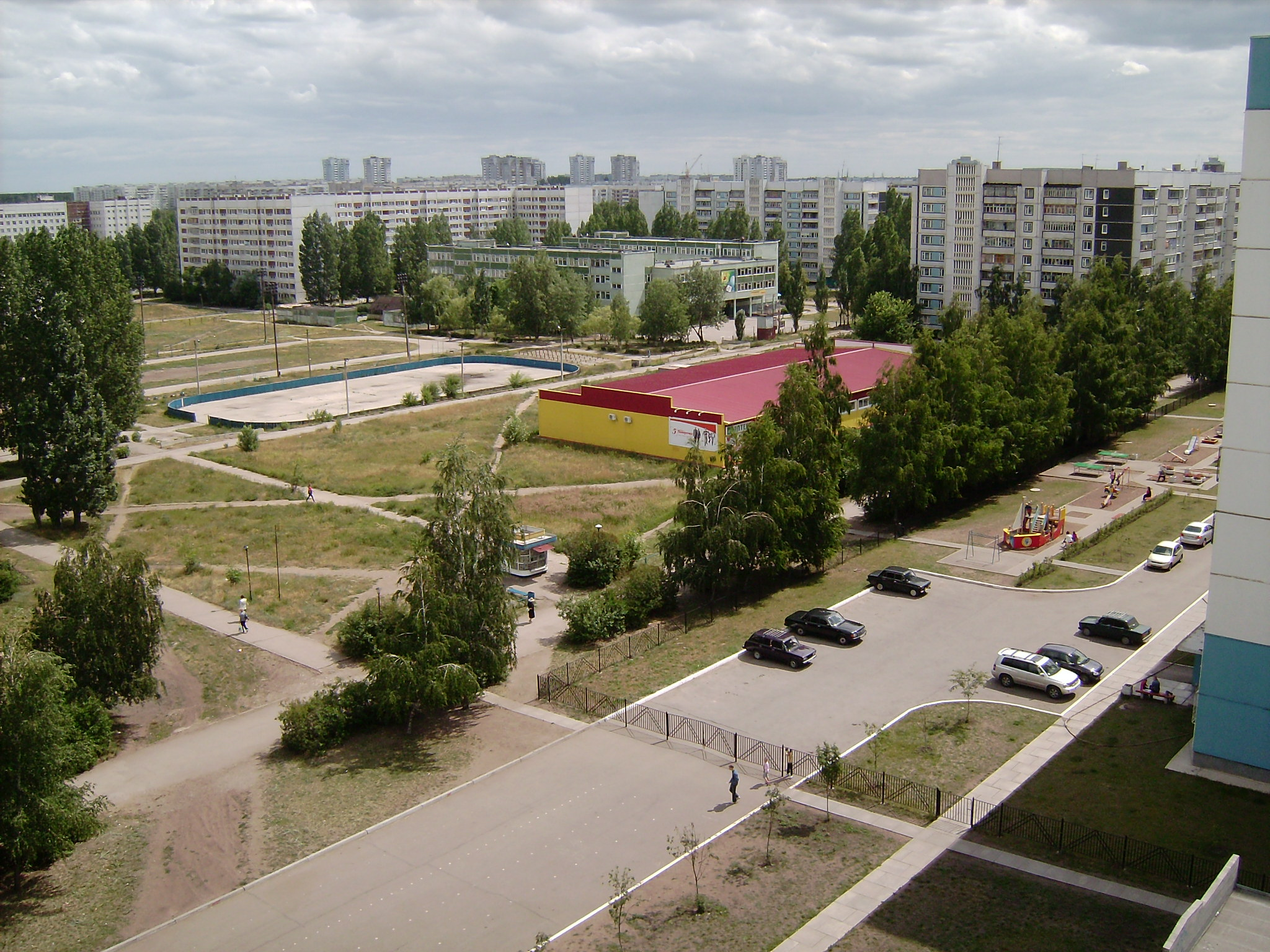
ウリヤノフスクの新市街

ウリヤノフスクは重要な産業都市である。ウリヤノフスク自動車工場（UAZ）、航空機製造企業のAviastar-SP、兵器企業のウリヤノフスク機械工場（UMZ）などが本社と工場を置く。また様々な軽工業や食品工業が市内に集積する。観光業も市内および郊外で成長している。

## 交通

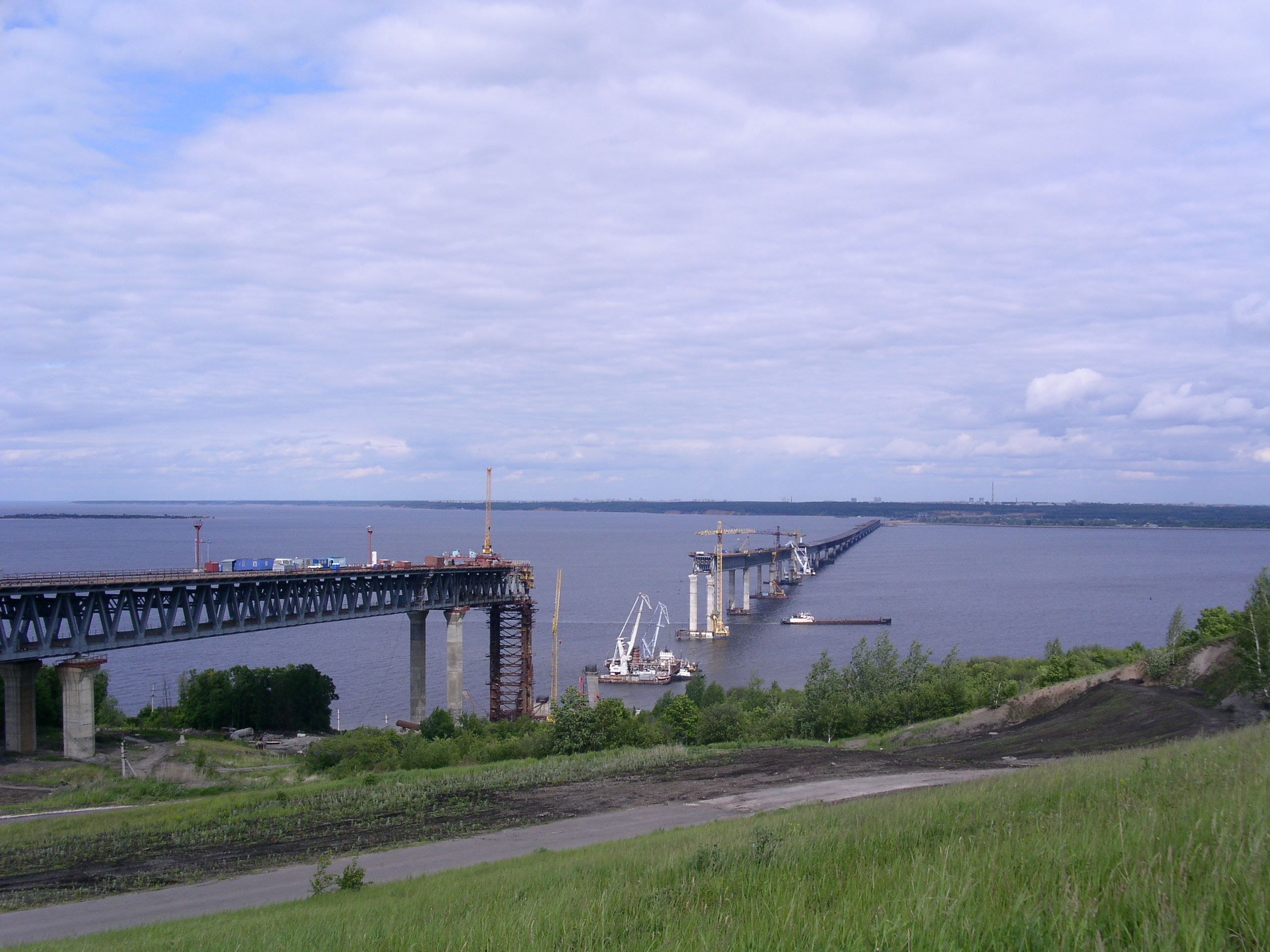
建設中の新しいヴォルガ川の橋（2008年撮影）

ヴォルガ川のダム湖・クイビシェフ湖はウリヤノフスク市街地付近で狭まっており、ここにヴォルガ東岸へ渡る橋がかかっている。2009年まで、上流のカザンから下流のトリヤッチまでの400kmの区間で、ウリヤノフスクのこの橋がヴォルガ川を渡る唯一の橋であった。この橋は元は1912年から1916年にかけて建設された鉄道橋であり、1953年から1958年にかけて二車線の車道が併設された。この橋により川の対岸にも市街地が広がり、ウリヤノフスクはこの地方の交通の中心ともなった。
しかしヴォルガを渡る交通がすべてこの老朽化した狭い橋に集中し慢性的に渋滞していた。これを解消し都市の成長に対応するため、ヴォルガ川の二本目の橋（鉄道・道路併用橋）が計画され、1980年代後半に建設が開始された。ソビエト連邦の崩壊後の経済混乱などで建設は大幅に遅れたが2009年に完成し、同年11月24日にはメドベージェフ大統領も参列して落成式が行われた。この橋は長さが5.5kmあり、ヨーロッパでも最長の部類である。橋は「プレジデントヌィ・モスト」（大統領橋）と名づけられたが、地元では「ノーヴィ・モスト」（新しい橋）とだけ呼ばれている。
ウリヤノフスクには鉄道駅や河川港のほか、ウリヤノフスク・ヴォストーチヌイ空港とウリヤノフスク・バラタエフカ空港（ウリヤノフスク中央空港）があり、前者は世界最大級の輸送機アントノフAn-124を運航するヴォルガ・ドニエプル航空の本拠になっている。

## 教育
ウリヤノフスク大学（USU）は、1988年にモスクワ大学の支部として開学した。今日では沿ヴォルガ地方最大級の高等教育機関となっており、多くの研究所と15,000人の学生を擁している。そのほか、技術系・教育系の大学が複数ウリヤノフスクに集積している。

## ギャラリー
- ルーテル派教会
- ゴンチャロフ博物館
- キーロフ通り
- 諸聖徒教会
- 勝利記念碑
- 正教会の聖堂
- ガス火力発電所
- 新市街地のモスク
- 都市の学校
- 商人ザボリンの邸宅、1910年頃
- 商人サチコヴァの邸宅、1909年
- 映画劇場

## 著名な出身者
- ユースフ・アクチュラ: ロシア帝国のムスリム指導者。汎テュルク主義者。
- ウラジーミル・レーニン: ソビエト連邦の建国者。ボリシェヴィキの指導者。
- アレクサンドル・ケレンスキー: ロシア革命の指導者。臨時政府首相
- イワン・ゴンチャロフ: ロシアの作家
- リュドミラ・ベルソワ: 女子フィギュアスケート選手
- フョードル・ドミトリエヴィチ・モロゾフ: モロゾフ創業者

## 姉妹都市
- クレーフェルト、ドイツ
- メーコン、アメリカ合衆国
- 深圳市、中華人民共和国
- オクラホマシティ、アメリカ合衆国
- サランスク、ロシア